# Zhoushan
Zhoushan (voorheen Chusan), is een stad en prefectuur in het noordoosten van de oostelijke provincie Zhejiang, Volksrepubliek China. Bij de volkstelling van 2020 had de stad zelf 645.635 inwoners, de prefectuur had 1.157.817 inwoners. Ningbo-Zhoushan is de grootste zeehaven van de wereld.
Zousgan is de enige stadsprefectuur die uitsluitend bestaat uit eilanden, ligt in de zuidelijke monding van de Hangzhoubaai, en is gescheiden van het vasteland en de metropool Ningbo door een smal lichaam van water.  De eilanden en het vasteland worden met vijf bruggen met elkaar verbonden, waaronder de Xihoumenbrug tussen Cezi en Jintang. De oppervlakte van 22.200 km² bestaat grotendeels uit water. De landmassa bedraagt slechts 1.440,12 km². 
De Zhoushan-archipel bestaat uit 1.390 eilanden en 3.306 riffen en ligt buiten en ten zuidoosten van de  Hangzhoubaai. Het is de grootste archipel van China. Onder deze eilanden zijn er 103 het hele jaar door bewoond, 58 groter dan een vierkante kilometer, en slechts 12 hebben populaties van meer dan 10.000 bewoners. Het meest bekende toeristisch eiland van de archipel is Putuo Shan. De grootste bewoonde eilanden zijn:
- Zhoushan-eiland, 502,65 km² en 635.595 inwoners
- Daishan-eiland, 119,32 km² en 111.765 inwoners
- Liuheng-eiland, 109,40 km² en 59.102 inwoners
- Jintang-eiland, 82,11 km² en 37.321 inwoners
- Zhujiajian-eiland, 75,84 km² en 27.981 inwoners

Bij de census van 2020 telde de stadsprefectuur 1.157.817 inwoners. Deze leven voornamelijk in de stedelijke districten van Dinghai en Putuo, beiden gelegen op Zhoushan-eiland.

## Geschiedenis
Het gebied kent bewoning sinds minstens zes millennia. Tijdens de Periode van Lente en Herfst werden de eilanden aangeduid als Yongdong, refererend naar de ligging ten oosten van de monding van de Yong, de rivier die in Ningbo in de zee mondt. Tijdens de Oostelijke Jin-dynastie (317-420) waren de eilanden de uitvalsbasis van de rebel Sun En.
Zhoushan is ook de geboorteplaats van de Hongkongse acteur Michael Miu. Hij werd hier in 1958 geboren.

## Haven
De haven van Zhoushan is een wereldhaven. Door de gemeenschappelijke administratie, het delen van infrastructuur en de geografische nabijheid (ze kunnen als aaneengrenzend beschouwd worden) worden de havens van Ningbo en Zhoushan veelal als een haven beschouwd. De havens kwamen ook tot een fusie in 2016. Deze haven van Ningbo-Zhoushan groeide in de 21e eeuw uit tot de grootste haven ter wereld in tonnenmaat en verzette in 2017 voor het eerst als enige haven ter wereld meer dan een miljoen kiloton. De haven is eveneens de op drie na grootste containerhaven ter wereld met een overslag van 26 miljoen TEU in 2018.

## Vliegtuigindustrie
China is een nieuwe grote afzetmarkt voor vliegtuigen. In mei 2017 begon Boeing met de bouw van een fabriek in Zhoushan. De vliegtuigen worden vanuit de Verenigde Staten naar China gevlogen voor de laatste handelingen voor aflevering, zoals de installatie van het interieur en het laatste spuitwerk. Verder zijn er faciliteiten voor onderhoudswerkzaamheden. De fabriek is een joint venture met Commercial Aircraft Corporation of China (COMAC) en Boeing heeft US$ 33 miljoen in de fabriek geïnvesteerd. Het eerste vliegtuig, een Boeing 737 MAX, werd in december 2018 afgeleverd en de fabriek heeft een potentiële capaciteit van 100 Boeing 737 toestellen op jaarbasis, eens de problemen met de Boeing 737 MAX zijn opgelost.

## Sport
Vanaf 2012 wordt er jaarlijks de wielerwedstrijd Tour of Zhoushan Island verreden.